# Voyelle pré-fermée antérieure non arrondie
La voyelle pré-fermée (ou fermée inférieure, ou haute inférieure) antérieure (parfois mi-antérieure) non arrondie est une voyelle utilisée dans certaines langues. Son symbole dans l'alphabet phonétique international est une petite capitale i [ɪ], et son équivalent en symbole X-SAMPA est I.
Le symbole API est un i avec empattements en petite capitale ‹ ɪ ›. De 1943 à 1989, la lettre iota ‹ ɩ › était utilisé comme symbole API alternatif.

## Caractéristiques
- Son degré d'aperture est pré-fermé (ou haut inférieur), ce qui signifie que la position de la langue est proche de celle d'une voyelle haute, mais légèrement moins resserrée.
- Son point d'articulation est mi-antérieur, ce qui signifie que la langue est placée presque aussi loin que possible à l'avant de la bouche.
- Son caractère de rondeur est non arrondi, ce qui signifie que les lèvres ne sont pas arrondies.

## Langues
- Français canadien : six [sɪs].
- Allemand : bitte [ˈbɪtə] « s'il vous plaît »
- Anglais : bit [bɪt] « morceau »
- Danois : fisk « poisson »
- Néerlandais : ik [ɪ̽k] « je » (point d'articulation plus central que dans d'autres langues)
- Tchèque : Příbor ville de République tchèque